# Eumillipes
Eumillipes er en slægt af tusindben i familien Siphonotidae. Den indeholder en enkelt art, E. persephone, kendt fra Eastern Goldfields i Western Australia. Eksemplarer af arten blev først indsamlet i 2020. De blev opdaget i tre borehuller i dybder på mellem 15 og 60 meter.

## Etymologi
Slægtsnavnet Eumillipes betyder "ægte tusindben" (eller bogstaveligt "ægte tusindfødder"), hvilket refererer til de kan have over 1.000 ben. Artsnavnet persephone er en henvisning til den græske gudinde Persefone som var dronningen af underverdenen, som en reference til tusindbenets underjordiske livsstil.

## Beskrivelse
Arten er først beskrevet i 2021. Individer kan blive op til 95 mm lange og omkring 1 mm i diameter med 198 til 330 kropssegmenter og op til 1.306 ben, hvilket gør den til den dyreart på jorden med flest ben, og det første tusindben som kendes, som faktisk har 1.000 eller flere ben.
Den har en meget lang krop i forhold til tykkelsen og et kegleformet hoved med usædvanligt store og tykke antenner. Den har ingen øjne, hvilket ikke kendes fra nogen anden australsk art i ordenen Polyzoniida. Dens aflange form, store antal ben og manglende øjne er konvergerende med den fjernt beslægtede Illacme plenipes i Nordamerika, som var den tidligere rekordholder med op til 750 ben. Det store antal ben menes at hjælpe den med at bevæge sig i dens underjordiske habitat ved at gøre den i stand til at kravle ind i små sprækker.
Den adskiller sig fra de fleste arter i ordenen Polyzoniida med sin aflange form og tynde krop, da medlemmer af ordenen normalt er kortere og har færre ben og fladere, kuppelformede kroppe. Artens inkludering i denne orden er baseret på analyse af dets genom for at bestemme en fælles forfader.
Dens kost og levevis er ukendt, men der er gættet på at den spiser svampe, der vokser på trærødder.
- Den store antenne, de manglende øjne og den ekstremt lange krop hos E. persephone er udviklet konvergent med Illacme plenipes fra Nordamerika.
- Hoved af Eumillipes persephone
- E. persephone, han med 818 ben
- Hoved af I. plenipes
- I. plenipes med 618 ben